# Чемпионат мира по боксу 2023
XXII-й чемпионат мира по боксу среди любителей прошёл с 30 апреля по 14 мая 2023 года, в Ташкенте (Узбекистан). В чемпионате приняли участие 538 спортсменов из 107 стран мира. Боксёры разыграли медали в 13 весовых категориях, которые были утверждены Советом директоров международной ассоциации любительского бокса (AIBA) в июле 2021 года.

## Выбор места проведения
Узбекистан впервые в своей истории получил право проведения чемпионата мира на заседании исполкома Международной ассоциации бокса (AIBA) в апреле 2021 года. Тогда же в Ташкенте было принято решение о создании центра по подготовке тренеров и судей.

## Медалисты
| Категория                                       | Золото                    | Серебро                 | Бронза                 |
| Минимальный вес 46-48 кг см. подробнее          | Санжар Ташкенбай          | Сахил Алахвердови       | Алехандро Кларо Физ    |
| Минимальный вес 46-48 кг см. подробнее          | Санжар Ташкенбай          | Сахил Алахвердови       | Эдмонд Худоян          |
| Наилегчайший вес до 51 кг см. подробнее         | Хасанбой Дусматов         | Биллаль Беннама         | Мартин Молина          |
| Наилегчайший вес до 51 кг см. подробнее         | Хасанбой Дусматов         | Биллаль Беннама         | Бориа Дипак            |
| Легчайший вес до 54 кг см. подробнее            | Махмуд Сабырхан           | Ойбек Джураев           | Йосвани Вейтия Сото    |
| Легчайший вес до 54 кг см. подробнее            | Махмуд Сабырхан           | Ойбек Джураев           | Дмитрий Двали          |
| Полулёгкий вес до 57 кг см. подробнее           | Абдумалик Халоков         | Сайдель Орта Родригес   | Мохаммад Хуссамуддин   |
| Полулёгкий вес до 57 кг см. подробнее           | Абдумалик Халоков         | Сайдель Орта Родригес   | Мунарбек Сейитбек уулу |
| Лёгкий вес до 60 кг см. подробнее               | Софьян Умиа               | Эрисланди Альварес      | Мохаммад Абу-Джадже    |
| Лёгкий вес до 60 кг см. подробнее               | Софьян Умиа               | Эрисланди Альварес      | Всеволод Шумков        |
| Первый полусредний вес до 63,5 кг см. подробнее | Руслан Абдуллаев          | Баатарсухийн Чинзориг   | Оганес Бачков          |
| Первый полусредний вес до 63,5 кг см. подробнее | Руслан Абдуллаев          | Баатарсухийн Чинзориг   | Баходур Усмонов        |
| Полусредний вес до 67 кг см. подробнее          | Асадхужа Муйдинхужаев     | Дулат Бекбауов          | Лаша Гурули            |
| Полусредний вес до 67 кг см. подробнее          | Асадхужа Муйдинхужаев     | Дулат Бекбауов          | Баттумур Мишельт       |
| Первый средний вес до 71 кг см. подробнее       | Асланбек Шымбергенов      | Саиджамшид Джафаров     | Нишант Дев             |
| Первый средний вес до 71 кг см. подробнее       | Асланбек Шымбергенов      | Саиджамшид Джафаров     | Вандерсон де Оливейра  |
| Средний вес до 75 кг см. подробнее              | Йоэнлис Эрнандес Мартинес | Вандерлей Перейра       | Морено Фендеро         |
| Средний вес до 75 кг см. подробнее              | Йоэнлис Эрнандес Мартинес | Вандерлей Перейра       | Алохон Абдуллаев       |
| Полутяжёлый вес до 80 кг см. подробнее          | Нурбек Оралбай            | Тохтарбек Танатхан      | Имам Хатаев            |
| Полутяжёлый вес до 80 кг см. подробнее          | Нурбек Оралбай            | Тохтарбек Танатхан      | Газимагомед Джалидов   |
| Первый тяжёлый вес до 86 кг см. подробнее       | Шарапутдин Атаев          | Лорен Альфонсо Домингес | Георгий Кушиташвили    |
| Первый тяжёлый вес до 86 кг см. подробнее       | Шарапутдин Атаев          | Лорен Альфонсо Домингес | Рохелио Ромеро         |
| Тяжёлый вес до 92 кг см. подробнее              | Муслим Гаджимагомедов     | Азиз Аббес Мухийдин     | Лазизбек Муллажонов    |
| Тяжёлый вес до 92 кг см. подробнее              | Муслим Гаджимагомедов     | Азиз Аббес Мухийдин     | Нарек Манасян          |
| Супертяжёлый вес свыше 92 кг см. подробнее      | Баходир Жалолов           | Фернандо Арзола Лопес   | Мухаммад Абдуллаев     |
| Супертяжёлый вес свыше 92 кг см. подробнее      | Баходир Жалолов           | Фернандо Арзола Лопес   | Айюб Гадфа Дрисси      |

## Командный зачёт
*   Принимающая страна (Узбекистан)
| Место           | Страна          | Золото | Серебро | Бронза | Всего |
| --------------- | --------------- | ------ | ------- | ------ | ----- |
| 1               | Узбекистан*     | 5      | 2       | 2      | 9     |
| 2               | Казахстан       | 4      | 1       | 0      | 5     |
| 3               | Россия          | 2      | 0       | 4      | 6     |
| 4               | Куба            | 1      | 3       | 2      | 6     |
| 5               | Франция         | 1      | 1       | 1      | 3     |
| 6               | Грузия          | 0      | 1       | 2      | 3     |
| 7               | Азербайджан     | 0      | 1       | 1      | 2     |
| 7               | Бразилия        | 0      | 1       | 1      | 2     |
| 7               | Монголия        | 0      | 1       | 1      | 2     |
| 10              | Италия          | 0      | 1       | 0      | 1     |
| 10              | Китай           | 0      | 1       | 0      | 1     |
| 12              | Индия           | 0      | 0       | 3      | 3     |
| 12              | Испания         | 0      | 0       | 3      | 3     |
| 14              | Армения         | 0      | 0       | 2      | 2     |
| 15              | Иордания        | 0      | 0       | 1      | 1     |
| 15              | Кыргызстан      | 0      | 0       | 1      | 1     |
| 15              | Мексика         | 0      | 0       | 1      | 1     |
| 15              | Таджикистан     | 0      | 0       | 1      | 1     |
| Всего стран: 18 | Всего стран: 18 | 13     | 13      | 26     | 52    |

## Команды и составы
538 спортсменов из 107 стран приняли участие в чемпионате.
1. Афганистан (2)
2. Албания (6)
3. Алжир (7)
4. Ангола (2)
5. Антигуа и Барбуда (1)
6. Армения (11)
7. Австралия (9)
8. Австрия (4)
9. Азербайджан (13)
10. Багамские Острова (1)
11. Бахрейн (2)
12. Барбадос (1)
13. Беларусь (8)
14. Босния и Герцеговина (2)
15. Ботсвана (4)
16. Бразилия (7)
17. Болгария (10)
18. Бурунди (3)
19. Камерун (4)
20. Кабо-Верде (1)
21. Китай (10)
22. Китайский Тайбэй (8)
23. Колумбия (5)
24. Коморы (3)
25. Острова Кука (1)
26. Хорватия (3)
27. Куба (13)
28. Кипр (1)
29. ДР Конго (7)
30. Доминиканская Республика (9)
31. Эквадор (6)
32. Египет (2)
33. Сальвадор (3)
34. Эсватини (4)
35. Эфиопия (3)
36. Фиджи (2)
37. Франция (11)
38. Французская Полинезия (1)
39. Гамбия (3)
40. Грузия (10)
41. Германия (2)[a]
42. Гана (6)
43. Греция (3)
44. Гватемала (3)
45. Гвинея (2)
46. Гайана (2)
47. Гаити (2)
48. Гонконг (3)
49. Венгрия (7)
50. Индия (13)
51. Индонезия (4)
52. Иран (7)
53. Израиль (5)
54. Италия (6)
55. Ямайка (2)
56. Япония (9)
57. Иордания (11)
58. Казахстан (13)
59. Кения (8)
60. Кыргызстан (13)
61. Лесото (3)
62. Люксембург (1)
63. Мали (1)
64. Маврикий (2)
65. Мексика (9)
66. Молдова (10)
67. Монголия (10)
68. Черногория (1)
69. Марокко (7)
70. Мозамбик (4)
71. Непал (2)
72. Нигер (1)
73. Нигерия (3)
74. Северная Македония (2)
75. Пакистан (1)
76. Государство Палестина (3)
77. Панама (2)
78. Парагвай (3)
79. Польша (1)[a]
80. Пуэрто-Рико (3)
81. Румыния (3)
82. Россия (13)
83. Сент-Люсия (1)
84. Шотландия (1)[a]
85. Сенегал (4)
86. Сербия (9)
87. Сьерра-Леоне (2)
88. Словения (2)
89. ЮАР (4)
90. Республика Корея (11)
91. Испания (11)
92. Шри-Ланка (1)
93. Швеция (2)[a]
94. Сирия (3)
95. Таджикистан (12)
96. Танзания (4)
97. Таиланд (6)
98. Тонга (1)
99. Тринидад и Тобаго (7)
100. Турция (11)
101. Туркменистан (10)
102. Уганда (1)
103. ОАЭ (3)
104. Узбекистан (13)
105. Венесуэла (3)
106. Замбия (3)
107. Зимбабве (4)

## Бойкот чемпионата из-за участия России и Беларуси
Несмотря на вторжение России на Украину, начавшееся в феврале 2022 года, и последующие рекомендации Международного олимпийского комитета запретить российским и белорусским спортсменам выступать под своими национальными флагами, Международная ассоциация бокса, возглавляемая россиянином Умаром Кремлёвым, разрешила им принять участие в чемпионате без каких-либо ограничений. В связи с этим 19 стран (21 национальная федерация) приняли решение бойкотировать соревнования.
Список стран, бойкотировавших участие в чемпионате:
- Аргентина
- Канада
- Чехия
- Дания
- Финляндия
- Германия[a]
- Великобритания
  -  Англия
  -  Шотландия[a]
  -  Уэльс
- Исландия
- Ирландия
- Латвия
- Литва
- Нидерланды
- Новая Зеландия
- Норвегия
- Польша[a]
- Швеция[a]
- Швейцария
- Украина
- США

## Комментарии
1. 1 2 3 4 5 6 7 8  Шесть боксёров из четырёх бойкотирующих чемпионат национальных федераций (Германии, Шотландии, Польши и Швеции) приняли участие в соревнованиях в рамках Программы финансовой поддержки при содействии Международной боксерской ассоциации[9].